# Vitustánc
A vitustánc vagy kórea (latinul: chorea Sancti Viti, angolul: Sydenham's chorea) olyan tünetegyüttes, amely főleg az arcban és a végtagokban jelentkező, gyors rángások jellemeznek. Oka lehet a reumás láz, a központi idegrendszeri érintettsége esetén, de a tünetegyüttes az A csoportú streptococcus (GAS) okozta fertőzések, a reumás lázban szenvedő gyerekek kb. 20-30 százalékában is megfigyelhető.
A kórea (latinul: chorea) a kóros, akaratlan testmozgások egyik típusa. Számos kórállapotban megjelenhet, jellemző pl. az előrehaladott Huntington-kór esetén is. Ritkán terhességben is kialakulhat (chorea gravidarum).

## Egyéb elnevezései
Népies neve: nyavalyatörés, de hívták jánostáncnak, Szent Vitus táncnak, Szent János táncának is, mivel a betegség a nagy napforduló ünnepen, Szent Iván-napkor járt pogány eredetű tűztánc alkalmával tömegesen szedte áldozatait.
Ez évben csodálatos népség jött Achenbe, s innen továbbvonult Franciaországba, Mindkét nembeli emberek, az ördögtől ingereltetve, kéz a kézben táncoltak körül az utcákon, a házakban, a templomokban, szökdécselve és zajongva. Amikor a tánctól kimerültek, mellfájásról panaszkodtak és kendőkkel dörzsölték magukat, ordítva, hogy különben belehalnak. Végre Lüttichben imák és áldások útján megszabadultak a kórtól.

## Háttere
A betegséget a kezeletlen Streptococcus pyogenes fertőzés okozza. A folyamat hátterében feltehetően az ún. molekuláris mimikri áll, a Streptococcus pyogenes számos olyan antigénnel rendelkezik, melyek hasonlítanak bizonyos humán fehérjékre, és az ellenük kialakuló immunválasz keresztreagál a szervezet saját struktúráival. A tüneteket tehát nem maga a baktérium okozza, hanem az ellene kialakuló immunválasz. A vitustáncra jellemző kóros antitest eredetileg a baktérium egyik szénhidrát epitópja ellen irányul (N-acetil-β-D-glükózamin, GlcNAc), azonban keresztreagál az idegsejtek felszínén található dopamin receptorokkal és gangliozidokkal. Az antitestek ugyancsak reagálnak az idegsejtekben található tubulin fehérjével, illetve kóros jelátviteli változásokat okoznak a neuronokban, aktiválják például a kalcium/kalmodulin-dependens protein kináz II-t. A folyamat elsősorban a bazális ganglionok működésében okoz zavart.

## Előfordulása, jellemzése
A kórea (latinul: chorea) a kóros, akaratlan testmozgások egyik típusa. Számos kórállapotban megjelenhet, jellemző pl. Huntington-kórra is. Ritkán terhességben is kialakulhat (chorea gravidarum). A gyermekekben kialakuló reumás láz egyik részjelensége is a vitustáncnak nevezett kórea, mely hirtelen kezdettel, mind a négy végtag akaratlan mozgásával jár, ami a járásnak furcsa, táncszerű jelleget ad. Gyakran a nyak és a fej izmai is érintettek (pl. száj körüli izmok), a beteg akaratlanul grimaszolhat. Alvás közben a túlmozgások jellemzően megszűnnek. Az akaratlan mozgások mellett gyakori tünetek a fejfájás, koncentrációzavar, beszédzavar, irritabilitás és nyugtalanság, illetve a reumás láz egyéb szervi tünetei (pl. szívgyulladás, ízületi gyulladás, reumás csomók). A szívgyulladás (carditis), az ízületi gyulladás (arthritis) és a vitustánc egyaránt a reumás láz Jones-féle fő kritériumai közé tartozik.
A legkorábbi nyilvántartott felbukkanása 1418-ra tehető, amikor a Szent Vitus kápolnába vitették és ott gyógykezeltették azokat a beteggé nyilvánított embereket, akik a tánc általi révületben akartak – gyakran sikerrel – megszabadulni bajaiktól.

## Kezelése
A kezelés több részből tevődik össze. A streptococcus-fertőzés megszüntetésére a penicillinkezelés alkalmas. A vitustánc tüneti kezelésére alkalmazhatók a dopamin hatását ellensúlyozó szerek (dopamin antagonisták), például a haloperidol. Ugyancsak hatásosak lehetnek a dopamin hatásait gátló neurotranszmitter, a GABA hatásait erősítő szerek, pl. a benzodiazepinek. A kóros immunválaszt csökkentő kezelések is segíthetnek, így az általános immunszuppresszív hatással bíró glükokortikoid szteroidok is csökkenthetik a tüneteket. A kóros autoantitestek eltávolítása a vérből plazmaferezis segítségével szintén hatékony lehet, akárcsak az intravénás immunglobulin (IVIG) adása, mely feltehetően semlegesíti a betegben keringő anti-neurális antitesteket.
Népi gyógyászatban: fekete üröm alkalmazása.